# Walter R. Brooks
Walter Rollin Brooks (Roma, Nueva York, 9 de enero de 1886-17 de agosto de 1958), escritor norteamericano al que se recuerda especialmente por sus relatos cortos y libros para niños, como los dedicados a Freddy el cerdito y los otros animales de la granja Bean, al norte de Nueva York. 

## Biografía
Nacido en Roma, Nueva York, Brooks cursó estudios en la universidad de Rochester, para después estudiar homeopatía en Nueva York. Dejó los estudios después de dos años, sin embargo, y regresó a Rochester, donde contrajo matrimonio con su primera esposa, Anne Shepard, en 1909. Empezó a trabajar en una empresa de publicidad en Utica, de la que se "jubiló" en 1922, después de recibir una considerable herencia. Su retiro no fue permanente: en 1917 empezó a colaborar con la Cruz Roja Americana, y después realizó labores editoriales en diferentes revistas, incluyendo "un trabajo de no ficción con The New Yorker entre 1932-1933". En 1940 Brooks empezó a escribir por su cuenta como ocupación a jornada completa. Tras la muerte de Anne en 1952 contrajo nupcias con su segunda esposa, Dorothy Collins. 
Las primeras obras que dio a la imprenta fueron poemas y relatos cortos. Entre las últimas figuran una serie de cuentos de 1937 sobre "un caballo parlante y su propietario alcohólico", que inspiró la serie cómica de televisión Mister Ed en los años 60: en los créditos de cada capítulo se reconocía a Walter Brooks como creador de los personajes, aunque se desconoce si él o sus herederos llegaron a cobrar por los derechos. Sin embargo, sus obras más memorables son los 26 libros que escribió sobre el Freddy el cerdito y sus amigos. Boucher y McComas, por ejemplo, alabaron Freddy and the Spaceship (Freddy y la nave espacial), diciendo que "ofrece ingenio, una trama convincente, humor genuino y prosa admirable".
En 2009,Overlook Press publicó una biografía sobre la vida y obra de Walter R. Brooks, Talking Animals and Others: The Life and Works of Walter R. Brooks, Creator of Freddy the Pig, escrita por Michael Cart, ISBN 1-59020-170-1.